# Пароди Лигуре
Паро̀ди Лѝгуре (на италиански: Parodi Ligure; на пиемонтски: Parodi Ligurin, Пароди Лигурин, на местен диалект: Paòdi, Паоди) е село и община в Северна Италия, провинция Алесандрия, регион Пиемонт. Разположено е на 330 m надморска височина. Населението на общината е 710 души (към 2014 г.).